# Décès en mars 2005
Décès
- 2001
- 2002
- 2003
- 2004
- 2005
- 2006
- 2007
- 2008
- 2009

Pour une information complémentaire, voir la page d'aide.

| Date     | Nom                    | Activités                                                                                 | Âge | Source |
| -------- | ---------------------- | ----------------------------------------------------------------------------------------- | --- | ------ |
| 1er mars | Cissy Van Bennekom     | actrice de cinéma néerlandaise                                                            | 93  |        |
| 1er mars | Brian Luckhurst        | joueur de cricket anglais                                                                 | 66  |        |
| 1er mars | Edouard Stern          | financier français                                                                        | 50  |        |
| 2 mars   | Djamel Amrani          | poète algérien                                                                            | 70  |        |
| 2 mars   | Fabian Cerredo         | peintre argentin                                                                          | 47  |        |
| 2 mars   | Viktor Kapitonov       | cycliste russe                                                                            | 71  |        |
| 2 mars   | Rémy Leveau            | politologue français                                                                      | 72  |        |
| 2 mars   | Rigter Roegholt        | historien néerlandais                                                                     | 79  |        |
| 3 mars   | Roger Martine          | rugbyman français                                                                         | 75  |        |
| 3 mars   | Rinus Michels          | joueur puis entraîneur de football Néerlandais.                                           | 77  |        |
| 4 mars   | José Bayo              | footballeur espagnol                                                                      | 87  | (en)   |
| 4 mars   | Mihai Brediceanu       | compositeur, chef d'orchestre et musicologue roumain                                      | 84  | (ro)   |
| 4 mars   | Manuel Jiménez Ramírez | tailleur, sculpteur et peintre mexicain                                                   | 85  | (es)   |
| 5 mars   | Sergiu Comissiona      | chef d'orchestre américain                                                                | 76  |        |
| 5 mars   | David Sheppard         | joueur de cricket anglais et évêque de l'Église Anglicane                                 | 75  |        |
| 6 mars   | Hans Bethe             | physicien américain d'origine allemande (né à Strasbourg), Prix Nobel de physique en 1967 | 98  |        |
| 6 mars   | Gladys Marin           | figure historique du parti communiste chilien                                             | 63  |        |
| 6 mars   | Teresa Wright          | actrice américaine                                                                        | 86  |        |
| 7 mars   | Maurice Bernard        | peintre français                                                                          | 78  |        |
| 7 mars   | Marcel Claverie        | journaliste français                                                                      | 80  |        |
| 7 mars   | Pierre Le Goff         | chimiste français                                                                         | 82  |        |
| 7 mars   | Debra Hill             | scénariste américaine                                                                     | 54  |        |
| 8 mars   | Alice Thomas Ellis     | écrivain britannique                                                                      | 72  |        |
| 8 mars   | Anna Haycraft          | écrivain britannique                                                                      | 72  |        |
| 8 mars   | Andrée Hyvernaud       | écrivain français                                                                         | 95  |        |
| 8 mars   | César Lattes           | physicien brésilien                                                                       | 80  |        |
| 8 mars   | Aslan Maskhadov        | président indépendantiste tchétchène                                                      | 53  |        |
| 9 mars   | André Chochon          | peintre français                                                                          | 94  |        |
| 9 mars   | Glenn Woodward Davis   | joueur de Foot US américain                                                               | 80  |        |
| 9 mars   | Sheila Gish            | actrice britannique                                                                       | 63  |        |
| 9 mars   | István Nyers           | Footballeur international hongrois.                                                       | 80  | (it)   |
| 10 mars  | Dave Allen             | acteur irlandais                                                                          | 68  |        |
| 10 mars  | Danny Joe Brown        | chanteur américain du groupe rock Molly Hatchet                                           | 53  |        |
| 10 mars  | Mathias Ledoux         | réalisateur français                                                                      | 51  |        |
| 10 mars  | Aldo Mondino           | sculpteur et peintre italien                                                              | 66  | (it)   |
| 10 mars  | Marian Pachurka        | Footballeur français.                                                                     | 87  |        |
| 10 mars  | Serge Vandercam        | photographe, peintre et sculpteur belge                                                   | 80  |        |
| 11 mars  | Yvon Bourdet           | historien français                                                                        | 85  |        |
| 11 mars  | Aurelio Fierro         | chanteur italien                                                                          | 81  |        |
| 12 mars  | Norbert Callens        | Coureur cycliste belge.                                                                   | 80  |        |
| 13 mars  | Titiane Coulibaly      | musicien burkinabé                                                                        | 64  |        |
| 13 mars  | Yoshihisa Taïra        | compositeur français                                                                      | 67  |        |
| 14 mars  | Pierre Bonnassie       | historien français                                                                        | 72  |        |
| 14 mars  | Yvonne Guégan          | peintre et sculptrice française                                                           | 89  |        |
| 15 mars  | Audrey Callaghan       | épouse de James Callaghan                                                                 | 91  |        |
| 15 mars  | Loe de Jong            | historien néerlandais                                                                     | 90  |        |
| 15 mars  | Bill McGarry           | footballeur puis entraîneur anglais                                                       | 77  |        |
| 15 mars  | Bert Pronk             | cycliste néerlandais                                                                      | 54  |        |
| 15 mars  | Jeremy Russell (en)    | musicien américain du groupe rock Blue Cheer                                              | 60  |        |
| 15 mars  | Armand Seghers         | Footballeur belge.                                                                        | 78  |        |
| 16 mars  | Jean-Pierre Genet      | cycliste français                                                                         | 64  |        |
| 16 mars  | Anthony George         | acteur américain                                                                          | 84  |        |
| 16 mars  | Chris van der Klaauw   | diplomate et ministre néerlandais                                                         | 80  |        |
| 17 mars  | George F. Kennan       | écrivain américain                                                                        | 101 |        |
| 17 mars  | Andre Norton           | écrivain américain                                                                        | 93  |        |
| 17 mars  | Vic Roberts            | rugbyman anglais                                                                          | 79  |        |
| 18 mars  | Maria Rosseels         | écrivaine et journaliste belge                                                            | 88  |        |
| 19 mars  | Hellema                | écrivain et résistant néerlandais                                                         | 84  |        |
| 21 mars  | John DeLorean          | industriel américain                                                                      | 80  |        |
| 21 mars  | Barney Martin          | acteur américain                                                                          | 82  |        |
| 22 mars  | Gemini Ganesan         | acteur indien                                                                             | 84  |        |
| 22 mars  | Jean Le Guilly         | coureur cycliste français                                                                 | 73  |        |
| 22 mars  | Rod Price              | musicien anglais du groupe rock Foghat                                                    | 57  |        |
| 23 mars  | David Kossoff          | acteur britannique                                                                        | 85  | (en)   |
| 23 mars  | Francis Médah          | chanteur burkinabé                                                                        | ..  |        |
| 24 mars  | Gilles Aillaud         | peintre et décorateur de théâtre français                                                 | 76  |        |
| 24 mars  | Mercedes Pardo         | artiste plasticienne vénézuélienne                                                        | 83  | (es)   |
| 26 mars  | James Callaghan        | policien anglais, premier ministre de 1972 à 1979                                         | 92  |        |
| 28 mars  | Emmy Lopes Dias        | actrice néerlandaise                                                                      | 85  |        |
| 28 mars  | Pál Losonczi           | homme d'État hongrois                                                                     | 85  | (es)   |
| 29 mars  | Johnnie Cochran Jr     | avocat américain                                                                          | 67  |        |
| 29 mars  | Michel Grisolia        | écrivain français                                                                         | 56  |        |
| 29 mars  | Pierre Palué           | peintre français                                                                          | 84  |        |
| 31 mars  | Terri Schiavo          | patiente de coma américaine                                                               | 41  |        |
| 31 mars  | Jean-Jacques Varoujean | dramaturge français                                                                       | 78  |        |